# Gli sciacalli
Gli sciacalli (The Looters) è un film del 1955 diretto da Abner Biberman.
È un film d'avventura statunitense con Rory Calhoun, Julie Adams e Ray Danton.

## Trama
Un gruppo di sopravvissuti a seguito di un incidente aereo tenta di trovare rifugio tra le Montagne Rocciose, in Colorado. Sulle loro tracce si mettono due mercenari, Peter e Jesse, con il proposito di portarli in salvo. Ma Jesse è allettato dai beni lasciati nell'aereo e progetta una vera e propria rapina ai danni dei sopravvissuti con eliminazione finale di tutti i testimoni.

## Produzione
Il film, diretto da Abner Biberman su una sceneggiatura di Richard Alan Simmons con il soggetto di Paul Schneider, fu prodotto da Howard Christie per la Universal International Pictures e girato a Pike's Peak, nei pressi delle Montagne Rocciose.

## Distribuzione
Il film fu distribuito con il titolo The Looters negli Stati Uniti nel maggio 1955 al cinema dalla Universal Pictures.
Altre distribuzioni:
- in Finlandia il 15 luglio 1955 (Hylynryöstäjät)
- in Svezia il 25 luglio 1955 (Flygplan störtar)
- in Belgio il 7 ottobre 1955 (Pillards d'épave e Zij die wrakstukken stelen)
- negli Stati Uniti il 18 novembre 1955 (Fargo, North Dakota)
- in Portogallo il 18 marzo 1957 (Os Cinco Desesperados)
- in Germania Ovest l'8 ottobre 1986 (Plünderer am Pikes Peak, in TV)
- in Grecia (3 fores eglimatias)
- in Italia (Gli sciacalli)